# Дар-Алагес
Дар-Алагес (вірм. Դար Ալաղես) — шестиголовий вулканічний масив у Вірменії, в  Вайоцдзорській області. Підніжжя масиву розташоване на висоті 1500 м над рівнем моря, найвищими є вершини Смбатасар (2700 м) і Вайоц-сар (2500 м). Масив складається з андезитних порід. Останнє виверження відбулося у 2000 р. до н.е (± 1000 років)
У безпосередній близькості від вулкану, на захід розташоване Гергерське водосховище.